# Banff Springs Hotel

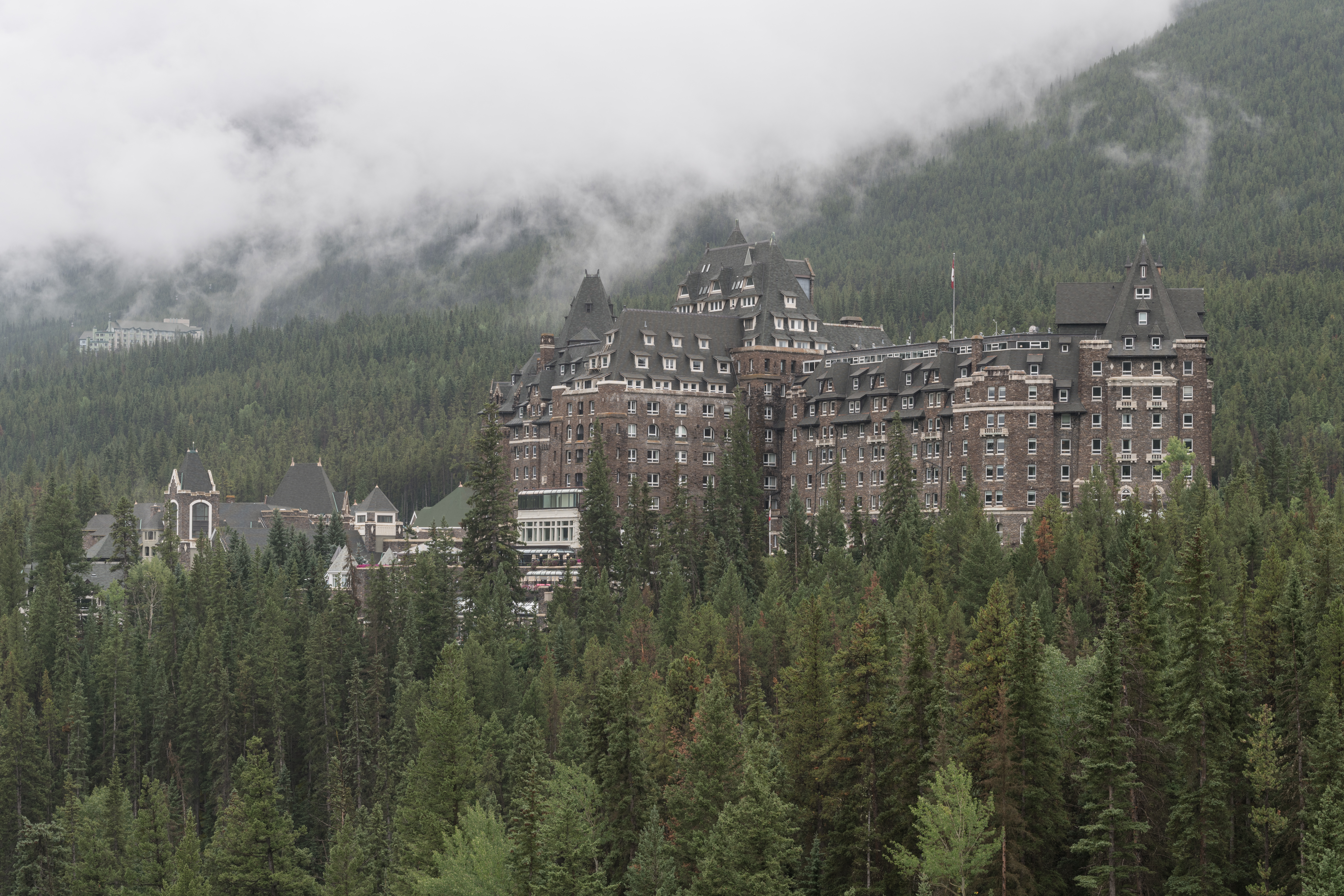
Das Hotel aus anderer Sicht. Dahinter der Hang des Sulphur Mountain

Das Banff Springs Hotel ist ein ehemaliges Eisenbahnhotel der Canadian Pacific Railway (CPR) im Nationalpark von Banff in Kanada. Zu den luxuriösen Eisenbahnhotels der CPR gehörten auch das nahegelegene Chateau Lake Louise in Lake Louise oder das Château Frontenac in Québec und das Empress am Hafen von Victoria.
Cornelius Van Horne, damals Präsident der CPR, wollte wohlhabenden Gästen die den Westen erkunden, ein luxuriöses Hotelerlebnis bieten und damit die Nutzung der transkontinentalen  Eisenbahnstrecke fördern. Daher wurde 1887–88 von der Bahnverwaltung ein erstes aus Holz gebautes Luxushotel errichtet. Dabei unterlief den Bauherren ein Fehler. Sie hielten die Baupläne um 180 Grad gedreht, sodass das Hotel, anstatt mit seinen Suiten den besten Ausblick über den Bow River zu bieten, nun auf den Hang des Sulphur Mountain ausgerichtet war – was auf der anderen Seite dem Küchenpersonal einen „million-dollar view“ bescherte.
Das ursprüngliche Hotel brannte 1926 nieder und wurde 1928 durch einen neuen Bau im schottischen Baroniestil ersetzt. Aufgrund des Zweiten Weltkriegs war das Hotel zwischen 1942 und 1945 geschlossen. Erst Ende der 1960er Jahre wurde das Hotel winterfest gemacht und dann auch ganzjährig geöffnet. Für die Olympischen Winterspiele 1988 wurde das Hotel umfangreich restauriert und renoviert. In den 1990er Jahren folgen dann weitere Erweiterungen und Renovierungen.
Das in den Rocky Mountains gelegene Luxushotel gehörte lange zur Gruppe der Canadian Pacific Hotels, inzwischen wird es von der Fairmont-Hotels-and-Resorts-Gruppe geführt.
Unter dem Namen Banff Springs Hotel National Historic Site of Canada wurde das Hotel am 24. Juni 1988 in das Verzeichnis der National Historic Site of Canada aufgenommen.